# Ceropsilopa similis
Ceropsilopa similis är en tvåvingeart som beskrevs av Canzoneri och Giuseppe Giovanni Antonio Meneghini 1969. Ceropsilopa similis ingår i släktet Ceropsilopa och familjen vattenflugor. Inga underarter finns listade i Catalogue of Life.